# Mpika
Mpika  este un oraș  în  Provincia de Nord, Zambia.